# Robinson Crusoé
Pour les articles homonymes, voir Crusoé.

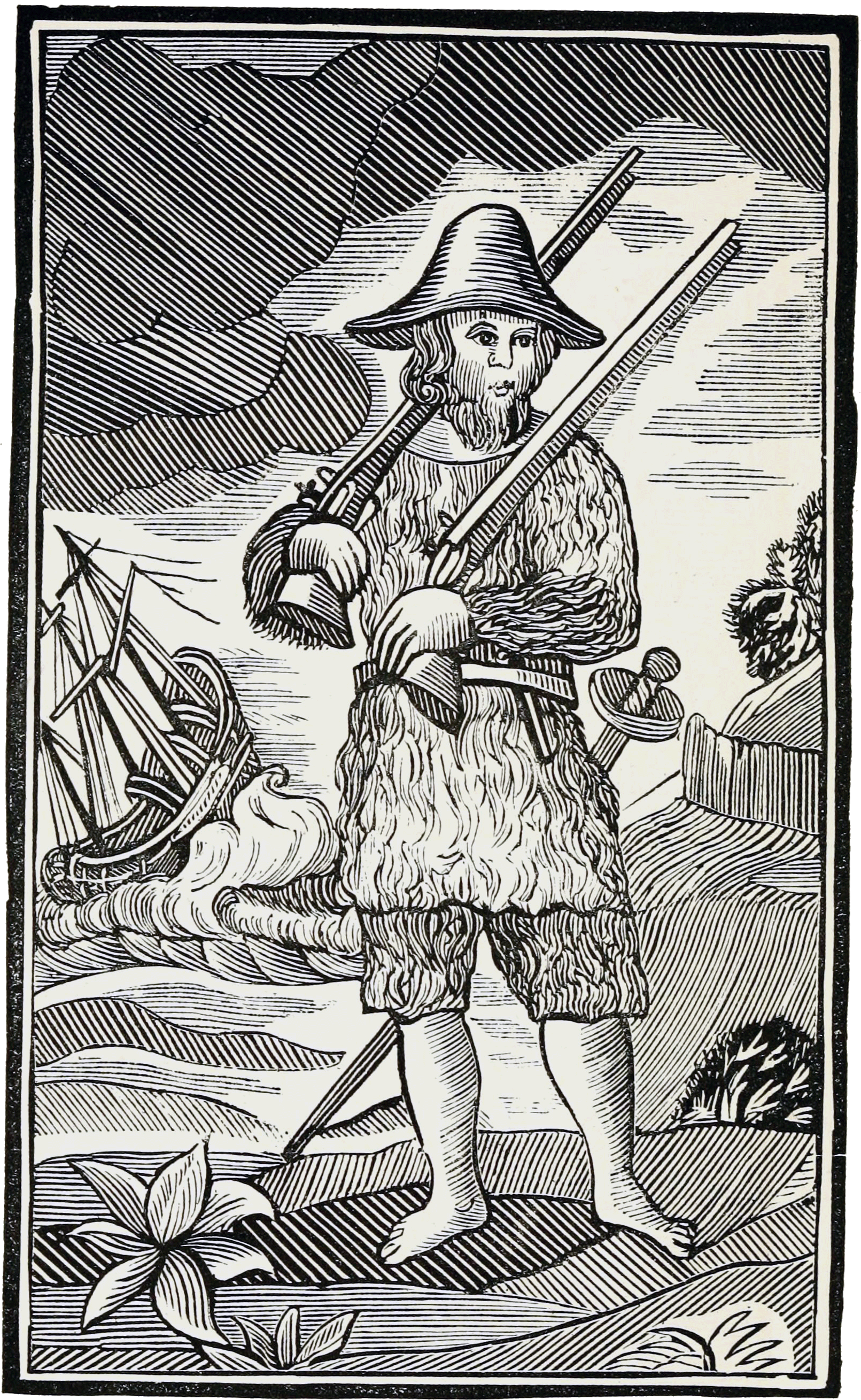
Illustration d'un livre de colportage anglais du XVIII.

Robinson Crusoé est un roman d'aventures anglais de Daniel Defoe, publié en 1719. L'histoire s'inspire très librement de la vie d'Alexander Selkirk. Écrit à la première personne, l'intrigue principale du roman se déroule sur une île inhabitée à l'embouchure de l'Orénoque, près des côtes vénézuéliennes, où Robinson, après avoir fait naufrage, vécut vingt-huit années. Durant son séjour, il fit connaissance d'un « sauvage » qu'il nomma Vendredi. Les deux compagnons vécurent ensemble pendant plusieurs années avant de pouvoir quitter l'île.

## Le roman
C'est un des premiers romans d'aventures, voire le premier, écrit en anglais. Il connut un grand succès à sa parution. Certains, comme Jean-Jacques Rousseau, le considérèrent comme un livre d'éducation. Il reste aujourd'hui un grand classique de la littérature.

### Titre complet
Le titre complet, traduit en français, de l'ouvrage est « La Vie et les Aventures étranges et surprenantes de Robinson Crusoé de York, marin, qui vécut vingt-huit ans sur une île inhabitée sur la côte de l'Amérique, près de l'embouchure du grand fleuve Orénoque, à la suite d'un naufrage où tous périrent à l'exception de lui-même, et comment il fut délivré d'une manière tout aussi étrange par des pirates. Écrit par lui-même ».

### Résumé de l'histoire

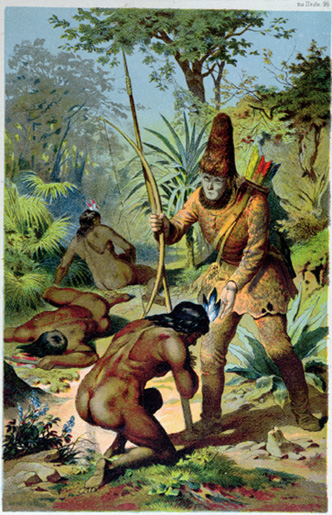
Robinson et Vendredi.

En 1651, Robinson Crusoé quitte York, en Angleterre, contre la volonté de ses parents qui voulaient qu'il devienne avocat, pour naviguer. Le navire est abordé  par des pirates de Salé  et Crusoé devient l'esclave d'un Maure. Il parvient à s'échapper sur un bateau et ne doit son salut qu'à un navire portugais qui passe au large de la côte ouest de l'Afrique. Arrivé au Brésil, Crusoé devient le propriétaire d'une plantation esclavagiste grâce au matériel qu'il y avait sur le bateau.
En 1659, alors qu'il a vingt-huit ans, il se joint comme subrécargue à une expédition de traite négrière partie à la recherche d'esclaves africains, mais à la suite d'une tempête il est naufragé sur une île à l'embouchure de l'Orénoque au Venezuela. Tous ses compagnons étant morts, il parvient à récupérer des armes et des outils dans l'épave. Il fait la découverte d'une grotte. Il se construit une habitation et confectionne un calendrier en faisant des entailles dans un morceau de bois. Il chasse et cultive le blé. Il apprend à fabriquer de la poterie et élève des chèvres. Il lit la Bible et rien ne lui manque, si ce n'est la compagnie des hommes.
Il s'aperçoit que l'île qu'il a appelée « Despair Island », signifiant « île du désespoir », reçoit périodiquement la visite de cannibales, qui viennent y tuer et manger leurs prisonniers. Crusoé, qui juge leur comportement abominable, songe à les exterminer, mais il se rend compte qu'il n'en a pas le droit, puisque les cannibales ne l'ont pas agressé et ne savent pas que leur acte est criminel. Il rêve de se procurer un ou deux serviteurs en libérant des prisonniers et, de fait, quand l'un d'eux parvient à s'évader, ils deviennent amis. Crusoé nomme son compagnon « Vendredi », du jour de la semaine où il est apparu. Il lui apprend l'anglais et le convertit au christianisme.
28 ans après son arrivée sur l'île, un navire anglais survient ; une mutinerie vient d'éclater et les rebelles veulent abandonner leur capitaine sur l'île. Le capitaine et Crusoé parviennent à reprendre le navire et à retourner en Angleterre avec Vendredi qui sera toujours un serviteur dévoué. Sa plantation a été bien entretenue et il est devenu riche. Il voyage en Espagne et en France, où il est attaqué par des loups dans les Pyrénées. Il vend sa plantation pour ne pas avoir à se convertir au catholicisme et retourne en Angleterre pour retrouver sa femme et ses enfants.

### Traductions
La première traduction française est publiée dès 1720, à Amsterdam. Elle est faite par Thémiseul de Saint-Hyacinthe et Justus Van Effen, et illustrée de gravures d’après Bernard Picart.
La traduction la plus connue de Robinson Crusoé de Defoe en langue française est celle réalisée par le poète et écrivain romantique frénétique Petrus Borel au XIXe siècle,. Michel Baridon estime que cette traduction « a le mérite de se lire facilement et d’être exacte », bien qu’elle ne soit pas exempte d’un certain nombre de défauts.
Une nouvelle version est sortie en 2012, traduction de Françoise Du Sorbier (Albin Michel)

## Personnages
- Robinson Crusoé : personnage de fiction créé par Defoe. Celui-ci le fait naître à York en 1632 d'un père, originaire de Brême et d'une mère de la famille Robinson, une des meilleures de la province d'où son double nom de Robinson-Kreutznaer. Defoe nous explique que par une corruption de mots, assez commune en Angleterre, ce nom devint Robinson Crusoé. Troisième fils de la famille, son père voulait en faire un avocat. Mais le désir de Robinson était de partir en mer. Malgré l'interdiction de ses parents, il partit sur un bateau pour Londres le 1er septembre 1651. Durant cette première navigation, le bateau fut pris dans une terrible tempête et sombra. Enfin arrivé à Londres, il rencontra un capitaine de vaisseau avec qui il partit vers la côte de Guinée. Capturé par des corsaires de Salé, il fut réduit à l'esclavage. Il s'échappa, après deux ans de captivité, et à la suite d'une longue navigation il arriva à la baie de Tous les Saints au Brésil. Il y devint planteur esclavagiste de tabac[3]. Au bout de quatre ans, associé à d'autres planteurs, il partit sur un navire négrier afin de se procurer des esclaves. Après douze jours de navigation, il fut complètement désorienté par un ouragan. Le navire fit naufrage près d'une île aux environs de l'Orénoque. C'est le début de son long isolement. Au physique, Robinson était roux, assez grand, habillé de vêtements déchirés après son naufrage. Il était assez foncé mais pas noir et il avait des cheveux mi-longs. Sa lecture de la Bible, son attention aux signes de la  providence, sa religion personnelle expriment le protestantisme de son auteur et de son époque[8].
- Vendredi : jeune indigène cannibale. La description qu'en donne le roman de Defoe est la suivante (trad. Saint-Hyacinthe) : « C’était un grand beau garçon, svelte et bien tourné, et à mon estime d’environ vingt-six ans. Il avait un bon maintien, l’aspect ni arrogant ni farouche et quelque chose de très-mâle dans la face ; cependant il avait aussi toute l’expression douce et molle d’un Européen, surtout quand il souriait. Sa chevelure était longue et noire, et non pas crépue comme de la laine. Son front était haut et large, ses yeux vifs et pleins de feu. Son teint n’était pas noir, mais très-basané, sans rien avoir cependant de ce ton jaunâtre, cuivré et nauséabond des Brésiliens, des Virginiens et autres naturels de l’Amérique ; il approchait plutôt d’une légère couleur d’olive foncé, plus agréable en soi que facile à décrire. Il avait le visage rond et potelé, le nez petit et non pas aplati comme ceux des Nègres, la bouche belle, les lèvres minces, les dents fines, bien rangées et blanches comme ivoire. »
- Ismaël.
- Josué, l'ennemi d'Ismaël.
- Xury : ancien esclave qui réussit à s'échapper grâce à l'aide de son ami Robinson Crusoé ; il décide d'accompagner son maître au Brésil. Puis, il sera vendu par ce dernier.

### Le stéréotype du noble sauvage de Vendredi
Robinson Crusoé est un roman, parmi d'autres, qui a permis de créer un narratif autour des populations autochtones, passant par une description de certains éléments en oubliant d'autres, finissant par engendrer une homogénéisation des différentes cultures et traditions indigènes. Le roman présente le personnage de Vendredi, total archétype d'un jeune indigène décrit comme docile, doux et presque beau, souvent comme un animal domestique. Sa dévotion à Robinson Crusoé et sa docilité illustre parfaitement la figure du bon sauvage. Le roman a contribué à conforter les européens dans une idée de supériorité blanche, mais aussi dans une vision du monde séparant clairement maîtres et serviteurs.

## Adaptations
Le roman de Defoe fut adapté au cinéma et à la télévision à maintes reprises ; citons un téléfilm, une série télévisée commencée en 2008, une série d'animation (Robinson Sucroë), une version modernisée intitulée Seul au monde, une version soviétique de Stanislav Govoroukhine en 1973 (Жизнь и удивительные приключения Робинзона Крузо), un film de Luis Buñuel, Les Aventures de Robinson Crusoé.

### Cinéma

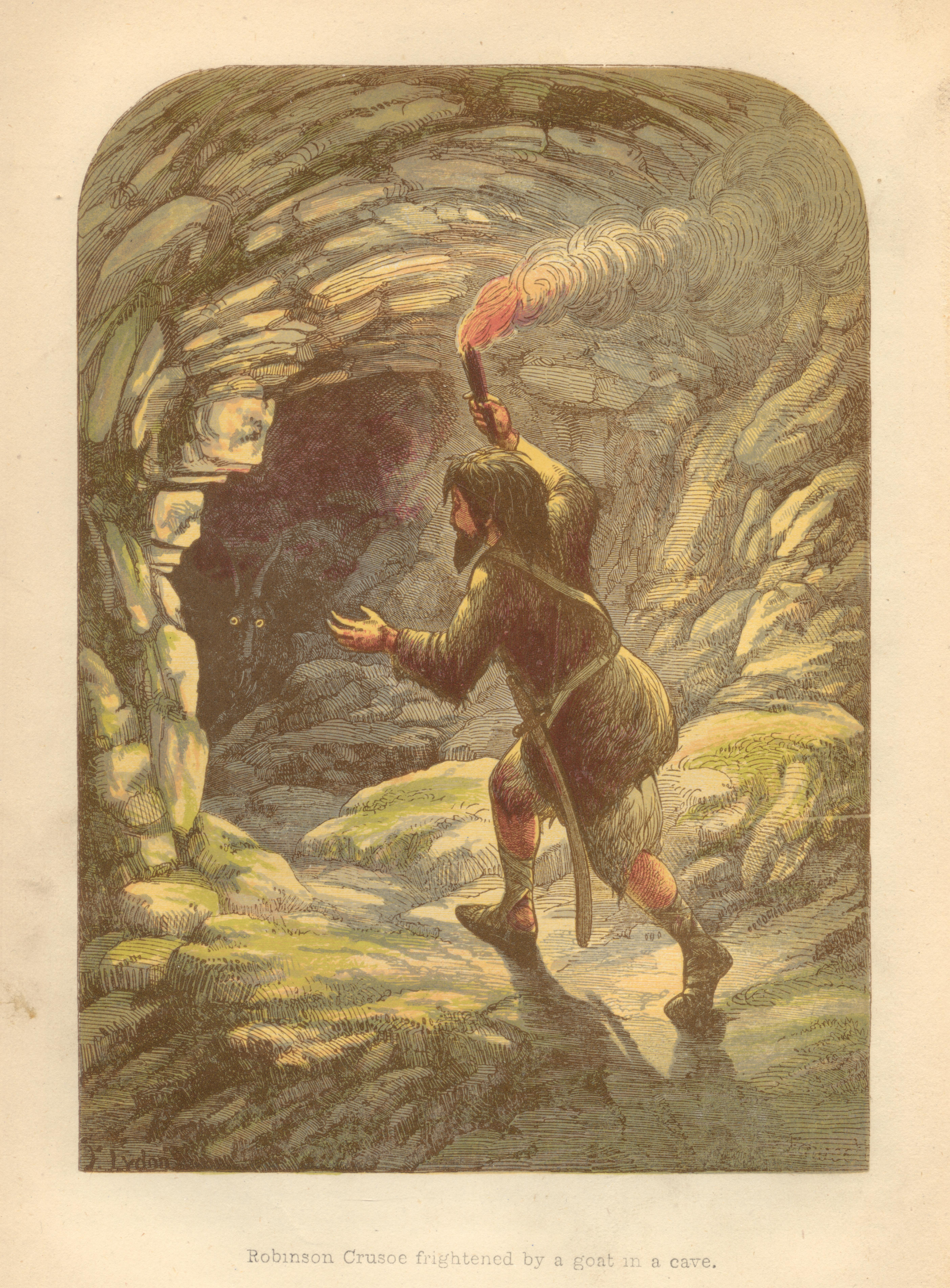
Illustration de 1865 par Alexander Frank Lydon (Groombridge and Sons edition) : Robinson Crusoé découvre une grotte-refuge.

- 1902 : Les Aventures de Robinson Crusoé, film muet français réalisé par Georges Méliès
- 1947 : Robinson Crusoé, film soviétique réalisé par Aleksandr Nikolaïevitch Andrievski (ru)
- 1950 : Le Naufragé du Pacifique (Il naufrago del Pacifico), film italien réalisé par Jeff Musso
- 1954 : Les Aventures de Robinson Crusoé (Robinson Crusoe), film mexicain réalisé par Luis Buñuel
- 1964 : Robinson Crusoé sur Mars (Robinson Crusoe on Mars), film américain réalisé par Byron Haskin
- 1970 : Robinson Crusoe, film mexicain réalisé par René Cardona Jr.
- 1973 : La Vie et les Aventures étonnantes de Robinson Crusoë, film soviétique réalisé par Stanislav Govoroukhine
- 1975 : L'Île du maître (Man Friday), film américano-britannique réalisé par Jack Gold
- 1981 : Dobrodruzstvi Robinsona Crusoe, Namornika z Yorku, film tchèque réalisé par Stanislav Latal
- 1988 : Crusoe, film américano-britannique réalisé par Caleb Deschanel, avec Aidan Quinn
- 1997 : Robinson Crusoé, film américain réalisé par George Miller, Rod Hardy, avec Pierce Brosnan et William Takaku
- 1999 : L'Île de Robinson Crusoé (La isla de Robinson Crusoe), film chilien réalisé par Patricio Guzmán
- 2016 : Robinson Crusoé, film franco-belge réalisé par Vincent Kesteloot et Ben Stassen

### Télévision et Radio

#### Téléfilms
- 1974 : Robinson Crusoe, téléfilm britannique réalisé par James MacTaggart avec Stanley Baker
- 2003 : Robinson Crusoé, téléfilm canado-britannico-français réalisé par Thierry Chabert, avec Pierre Richard

#### Séries télévisées
- 1960 : Les Aventures de Robinson Crusoe, série télévisée franco-germanique, réalisée par Jean Sacha, avec Robert Hoffmann dans le rôle titre
- 2008 : Crusoe, série télévisée américano-britannico-canadienne créée par Stephen Gallagher, avec Philip Winchester dans le rôle titre

#### Animation
- 1972 : Robinson Crusoe, film d'animation australien réalisé par Leif Gram

#### Documentaire
- 2001 : Le Vrai Robinson Crusoé, 2000 ans d'Histoire - France Inter par Yvan Matagon

### Bandes dessinées
Il existe deux adaptations en bande dessinée :
- Robinson Crusoé, de Christophe Gaultier chez Delcourt (2 tomes) ;
- Robinson Crusoé, de Christophe Lemoine et Jean-Christophe Vergne chez Glénat.

### Livre disque
- Robinson Crusoé, le livre disque. Raconté par Claude Rich et Hassan Kouyaté, Frémeaux et Associés 2002, musique d'André Serre-Milan, prix de l'académie Charles-Cros 2003[13].

### Opéra comique
Jacques Offenbach a adapté Robinson Crusoé en opéra-comique en 1867

## Robinsonnades
Depuis sa parution, l'œuvre de Defoe n'a cessé de susciter de nouvelles variations sur le thème, ou robinsonnades. Parmi les plus représentatifs, Le Robinson suisse de Johann David Wyss (1812)  L'Île mystérieuse de Jules Verne (1874), ou encore Sa Majesté des mouches de William Golding (1954).
D'autres auteurs ont également procédé à une réécriture de l'œuvre, en modifiant l'histoire et les problématiques qu'elle propose :
- Michel Tournier :
  - Vendredi ou les Limbes du Pacifique (1967), à la suite du succès duquel son auteur prend la décision d'en écrire une autre version,
  - Vendredi ou la Vie sauvage (1971), destinée à un public plus jeune
- J. M. Coetzee, Foe, roman (1986)
- Patrick Chamoiseau : L'Empreinte à Crusoé, 2012
- Michael Morpurgo, Le Royaume de Kensuké, Luçon, Paris, éditions Gallimard jeunesse, 2007 (pour la traduction en français), 70 p.
- Jacques Van Green, On part vivre sur une île déserte, Paris, éditions Gallimard Jeunesse, 2013, 157 p.
- Nikolaus Heidelbach, La Reine Gisèle, Paris, Éditions du Panama, 2006.
- Hubert Ben Kemoun et Stéphane Girel, Le Ventre de la Chose, Paris, éditions Vilo jeunesse, coll. « Coup de cœur », 2007, 32 p.
- Éric Fougère, Les Voyages et l’ancrage : Représentation de l’espace insulaire à l’Âge classique et aux Lumières (1615-1797), Paris, l’Harmattan, 2000
- Sigmund Freud, Totem et Tabou (1913), Paris, Payot, 2004
- René Girard, La Violence et le Sacré, Paris, Fayard, coll. « Pluriel », 2011
- Mircea Eliade, Aspects du mythe, Paris, Gallimard, coll. « Folio essais » no 100, 1988
- Collectif, « Robinson, la robinsonnade et le monde des choses », Études françaises, numéro préparé par Jacques Dubois et Lise Gauvin, vol. 35, n° 1, 1999, 166 p. (http://revue-etudesfrancaises.umontreal.ca/volume-35-numero-1/)

## Autres naufragés
Robinson Crusoé aurait été inspiré par l'histoire du marin écossais Alexander Selkirk, qui au début du XVIIIe siècle survécut quatre ans sur une île déserte.
Il existe d'autres récits ou légendes à propos de naufragés solitaires. Par exemple, selon Laura Secord, le marin naufragé Pedro Serrano, qui vécut au XVIe siècle, a été retrouvé après sept ans de solitude.
Ou encore Narcisse Pelletier, jeune mousse vendéen de 14 ans recueilli par une tribu aborigène en Australie au XIXe siècle, revenu en Europe dix-sept ans plus tard.

## Inspiration
L'histoire de Robinson Crusoé a également inspiré le film Seul au monde (2000), réalisé par Robert Zemeckis, racontant l'histoire de Chuck Noland (Tom Hanks), un cadre de la société FedEx qui échoue sur une île après avoir survécu à un accident d'avion et y reste pendant quatre ans.